# トーマス・ミュラー (ノルディック複合)
トーマス・ミュラー（Thomas Müller、1961年3月5日 - ）はドイツ、バイエルン州アシャッフェンブルク出身の元ノルディック複合選手。1980年代から1990年代にかけ西ドイツおよびドイツ代表として活躍した。

## プロフィール
1981年のノルディックスキージュニア世界選手権で銅メダルを獲得して頭角を現す。
1982年ノルディックスキー世界選手権で個人6位、団体4位、1984年サラエボオリンピック個人で5位、1984年ノルディックスキー世界選手権団体5位と国際舞台でメダルまであと一歩の成績を残し続け、1985年ノルディックスキー世界選手権でついに団体金メダルを獲得、1987年ノルディックスキー世界選手権で団体2連覇を達成した。
1988年のカルガリーオリンピックでは個人戦25位に終わったが団体戦で金メダルを獲得した。